# Zülfia Tjinsjanlo
Zülfia Salacharqyzy Tjinsjanlo (kazakiska: Зүлфия Салахарқызы Чиншанло), född 25 juli 1993 i Almaty, är en kazakisk tyngdlyftare som tävlar i 53-kilosklassen. I världsmästerskapen i tyngdlyftning har hon vunnit tre guldmedaljer; år 2009, 2011 och 2014. Hon har vunnit två silvermedaljer i de asiatiska spelen; år 2010 och 2014. I olympiska sommarspelen för ungdomar 2010 vann Tjinsjanlo silver i 58-kilosklassen. Hon vann guld i olympiska sommarspelen 2012 i London i 53-kilosklassen, men blev senare diskvalificerad. 
Vid olympiska sommarspelen 2020 i Tokyo tog Tjinsjanlo brons i 55-kilosklassen.